# Flemingia cavaleriei
Flemingia cavaleriei là một loài thực vật có hoa trong họ Đậu. Loài này được (H. Lév.) Lauener miêu tả khoa học đầu tiên năm 1970.